# Gaertnera spicata
Gaertnera spicata är en måreväxtart som beskrevs av Karl Moritz Schumann. Gaertnera spicata ingår i släktet Gaertnera och familjen måreväxter. Inga underarter finns listade i Catalogue of Life.